# Porto Vitória
Porto Vitória este un oraș în Paraná (PR), Brazilia.